# Smartmobil
En smartmobil, även smarttelefon eller smartphone (från engelska), är en kombinerad mobiltelefon och handdator. En smarttelefon har ett tangentbord – i de tidigaste modellerna med fysiska knappar, idag ett virtuellt tangentbord simulerat på en multipekskärm.
I Svenska Akademiens ordlista över svenska språket (fjortonde upplagan) rekommenderas man att använda ordet smartmobil, hellre än smartphone. Även smarttelefon ingår i ordlistan. Baserat på den nästan knapplösa enhetens tryckkänsliga bildskärm har produkten även benämnts pekskärmsmobil, pekmobil, touchmobil och touchtelefon.
Tidiga smartmobiler lanserades redan i slutet av 1990-talet, och 1997 myntade Ericsson begreppet smartphone. Produktkategorin fick mycket större spridning med Apples Iphone, och under 2010-talet har den och Android-baserade enheter bidragit till att smartmobilerna i många länder etablerat sig som den vanligaste mobiltelefontypen. Med sin ständiga tillgång till Internet och stora utbud av specialiserade tillämpningsprogram – appar – har produkttypen både förändrat datorindustrin, konsumtionsvanor och utbudet av samhällstjänster.

## Beskrivning
En modern smartmobil har vanligen inbyggda funktioner som digitalkamera, fingeravtrycksläsare, GPS-navigation, mediaspelare, trådlöst nätverk, Bluetooth och mobilt bredband. En smartmobil skiljer sig från en surfplatta framförallt genom att den har mindre skärm och inbyggd mobiltelefonifunktion. En mobil webbplats är designad för att visas med en mobil enhet såsom en smartmobil eller en surfplatta.
En smartmobil har ett komplett mobiloperativsystem som är porterbart mellan olika enheter och som tillåter användaren att enkelt installera mobilapplikationer, det vill säga små tredjepartsprogram som utökar telefonens funktionalitet. Systemprogramvaran i andra avancerade mobiltelefoner – exempelvis speltelefoner – kallas istället firmware. Dessa kan också möjliggöra installation av spel och andra applikationer; de möjliggör inte multikörning, det vill säga växling mellan flera samtidiga applikationer, och applikationerna är inte lika djupt integrerade med mobiltelefonens system som hos en smartmobil.

## Historik

### Nokia Communicator och Symbian

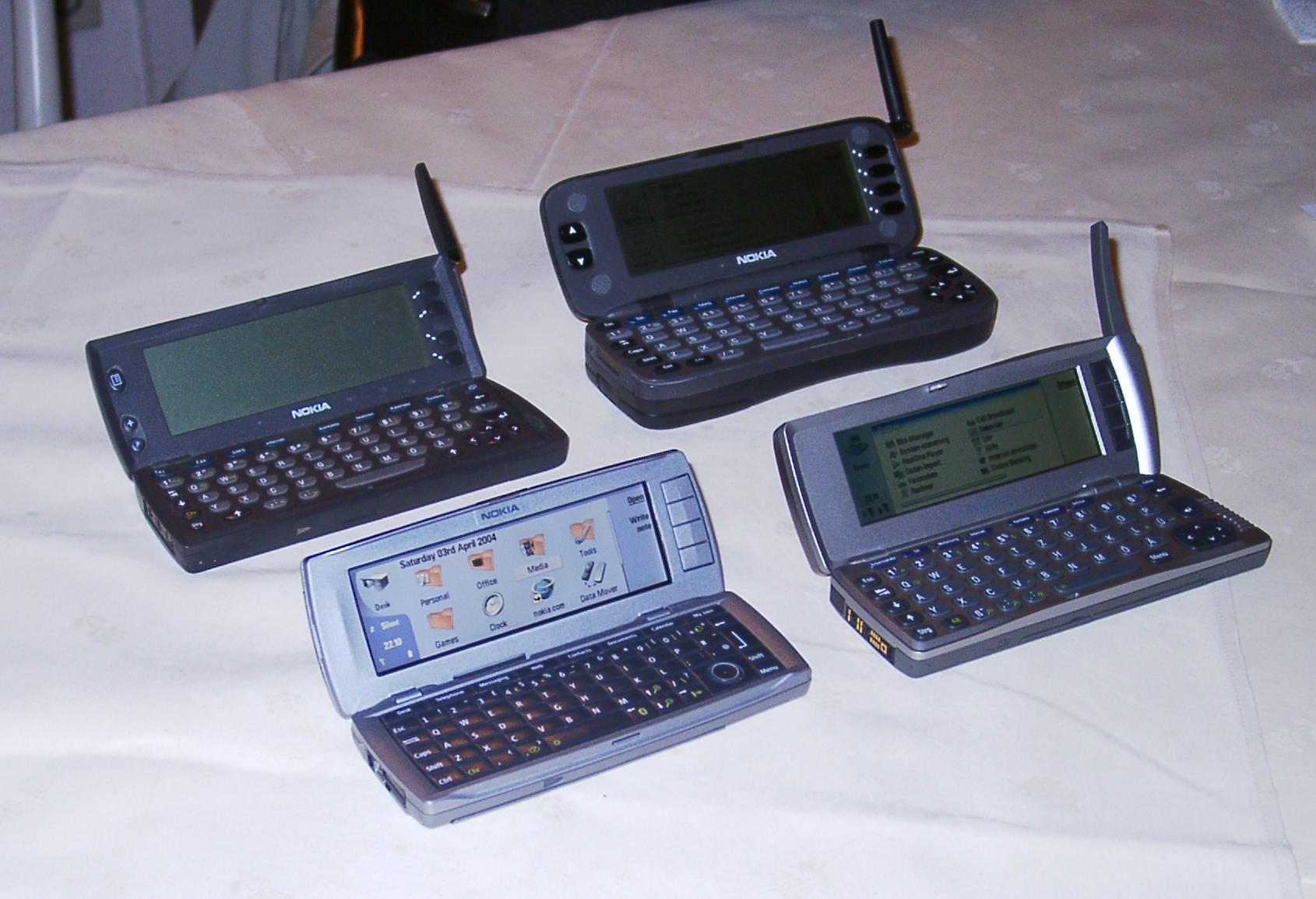
Nokia Communicator 9000, 9110, 9210, 9500.

Nokia Communicator-serien var den första av Nokias smartmobiler, en produktlinje som började 1996 med Nokia 9000. Denna särskiljande handdator/telefon var resultatet av ett samarbete mellan en tidigt framgångsrik och kostsam personlig digital assistent (PDA) från Hewlett Packard kombinerat med Nokias bästsäljande telefon runt den tiden, och i en tidig prototyp av modellen var de två enheterna fästa via ett gångjärn.

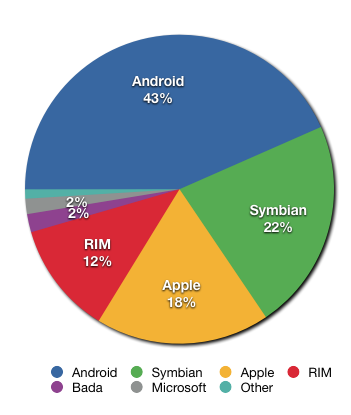
Procent av den internationella smartmobilförsäljningen fjärde kvartalet 2010 ordnat efter operativsystem, enligt Canalys.

Nokia 9210 var den första Communicator-modellen med färgskärm. Den var den första verkliga smartmobilen med ett öppet operativsystem – Symbian, som underlättade installation av tredjepartsprogramvara och kunde porteras till enheter av andra fabrikat. Nokia 9500 Communicator var också Nokias första kameratelefon och Nokias första wifi-telefon. Nokia 9300 Communicator var det tredje steget i satsningen på en mindre smartmobil, och den senaste – E90 Communicator – innehöll även GPS. Nokia Communicator-modellerna utmärkte sig som de mest kostsamma telefonmodeller sålda av ett stort varumärke, och de kostade ibland 40 procent mer än den näst dyraste smartmobilen från någon annan större tillverkare.

### Ericsson ochsmartphone
Termen smartphone användes första gången 1997 vid lanseringen av Ericsson GS88, även kallad Ericsson Penelope. GS88 var dock endast en koncepttelefon som tillverkades i 200 exemplar för att se ifall plattformen kunde vara något att bygga vidare på.
Resultatet av GS88 blev till slut Ericsson R380, som blev Ericssons första smartmobil att släppas till allmänheten. Dessa telefoner liknar dock inte 2010-talets smartmobiler, och benämns ibland på engelska som feature phone. De saknar en del av funktionaliteten hos en modern smartmobil, som exempelvis ett operativsystem som tillåter installation av tredjepartsprogram.
På engelska är smartphone det vanliga ordet för den här telefonprodukten (oavsett märke), och ordet är även vitt spritt till andra språk. På svenska används det parallellt med försvenskningar som smartmobil och smarttelefon.

### Blackberry och Iphone
Under 2000-talet utvecklade flera andra tillverkare marknadsledande smartmobiler. Kanadensiska företaget Research in Motion lanserade sin första handdator 1999, och under det kommande decenniet var deras smartmobiler under namnet Blackberry en av de stora märkena.
Efter ett kortvarigt samarbete med mobiltelefontillverkaren Motorola, lanserade Apple Inc. 2007 sin egen smartmobil – Iphone (med operativsystemet Iphone OS 1). Denna utmärktes av sin frånvaro av fysiskt tangentbord och att i princip alla kommandon hanterades via den stora tryckkänsliga skärmen. Denna teknologi kom parallellt att marknadsföras via företagets musikspelare Ipod och från 2010 genom surfplattan Ipad.

### Android och Windows
Smartmobiler baserade på Googles operativsystem Android har under 2010-talet gått om Apples Iphone/Ios som den största smartmobilmiljön. Bland det största tillverkarna internationellt av smartmobiler baserade på Android finns Samsung, Huawei, Oppo och Vivo.
Även Microsoft har lanserat olika operativsystem för smartmobiler. Dessa inkluderar Windows Mobile och Windows Phone. Från och med Windows 10 Mobile har Microsoft börjat integrera sitt smartmobil-OS i sitt operativsystem för datorer – Windows.
Microsofts produkter på smartmobilmarknaden har inte nått samma popularitet som de konkurrerande Android och IOS. Nokias beslut 2011 att satsa på Microsofts plattform för smarta mobiler följdes av att Nokia (länge världens största mobiltelefontillverkare) 2013 sålde sin mobildivision till Microsoft.

## Funktioner

### Kommunikationsteknologi
Smartmobiler kommunicerar med varandra och andra nätanslutna enheter över mobiltefonnät (2G-, 3G-, 4G- och 5G-nät) samt över trådlösa nätverk (wifi) och tekniker för korthållskommunikation (USB, bluetooth, NFC). Kommunikationen kan ge både ge tillgång till Internet och tillgång till traditionella mobila tjänster som kretskopplad mobiltelefoni (över 2G och 3G), sms, mms och videosamtal.

### Skärm
Skärmar på smartmobiler varierar kraftigt både i skärmstorlek och upplösning. Under 00-talet producerades skärmarna ofta i storlekar från 2 tum (räknat diagonalt) till runt 4 tum. Exempelvis använder Samsung Galaxy Nexus en 4,65" skärm.
Under 2010-talet har vanliga skärmstorlekar hos de större fabrikaten oftare varit runt 4–5 tum. Större skärmstorlek påverkar bärbarheten och hanterbarheten (SMS-skrivande kräver då ibland två fingrar) och gör en smartmobil alltmer lik en surfplatta. Vid något större skärmar (5 till 8 tum) kallas ofta enheten minipekplatta (engelska: mini tablet), och därefter pekplatta. Bland fabrikaten med skärmstorlekar på cirka 5 tum finns Dell Streak och Samsung Galaxy Note och Samsung Galaxy Note II.
Upplösningen på smartmobilskärmar varierar kraftigt, och de kan variera från cirka 240×320 till 720×1280. Många Android-telefoner har skärmar på 480×800 eller 540×960, Iphone 4/4s på 640×960 och Samsung Galaxy Nexus på 720×1280.
Pekskärmsmobilerna använder idag skärmhantering med så kallad multi-touch. Detta möjliggör avancerade kommandon med olika fingergester, inklusive in- och ut-zoomning genom att dra isär respektive ihop två fingrar på skärmen. Att svepa med fingret för att byta till ny bild, sida eller liknande kan kallas att svajpa (efter engelskans swipe, 'svepa, slå').

### Andra funktioner
Tjänster för att styra smartmobiler via rösten har utvecklats. Digitala assistenter som styrs via röststyrning är en vanlig funktion i smarttelefoner. Experiment görs också för att möjliggöra styrning av mobilen med ögonrörelser, ljudlöst tal och tankar.

## Statistik

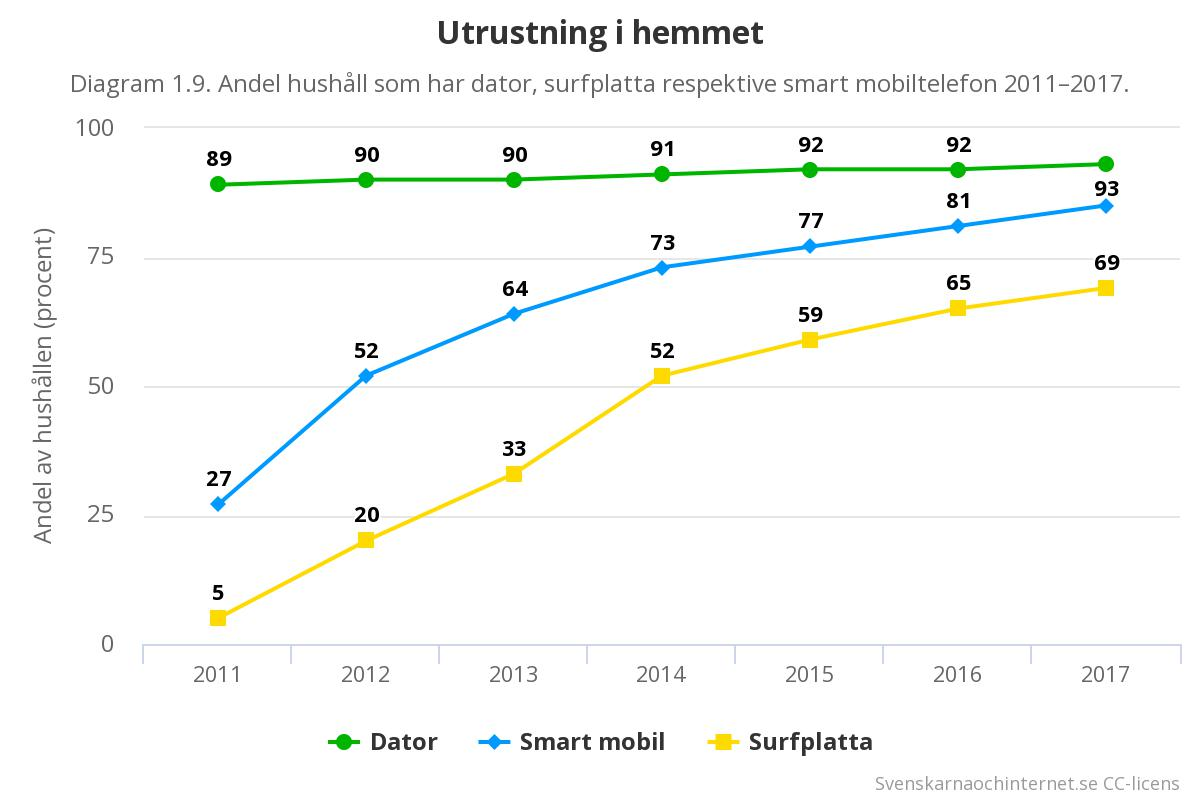
Andel svenska hushåll som har dator, surfplatta, respektive smart mobil 2011–2017.

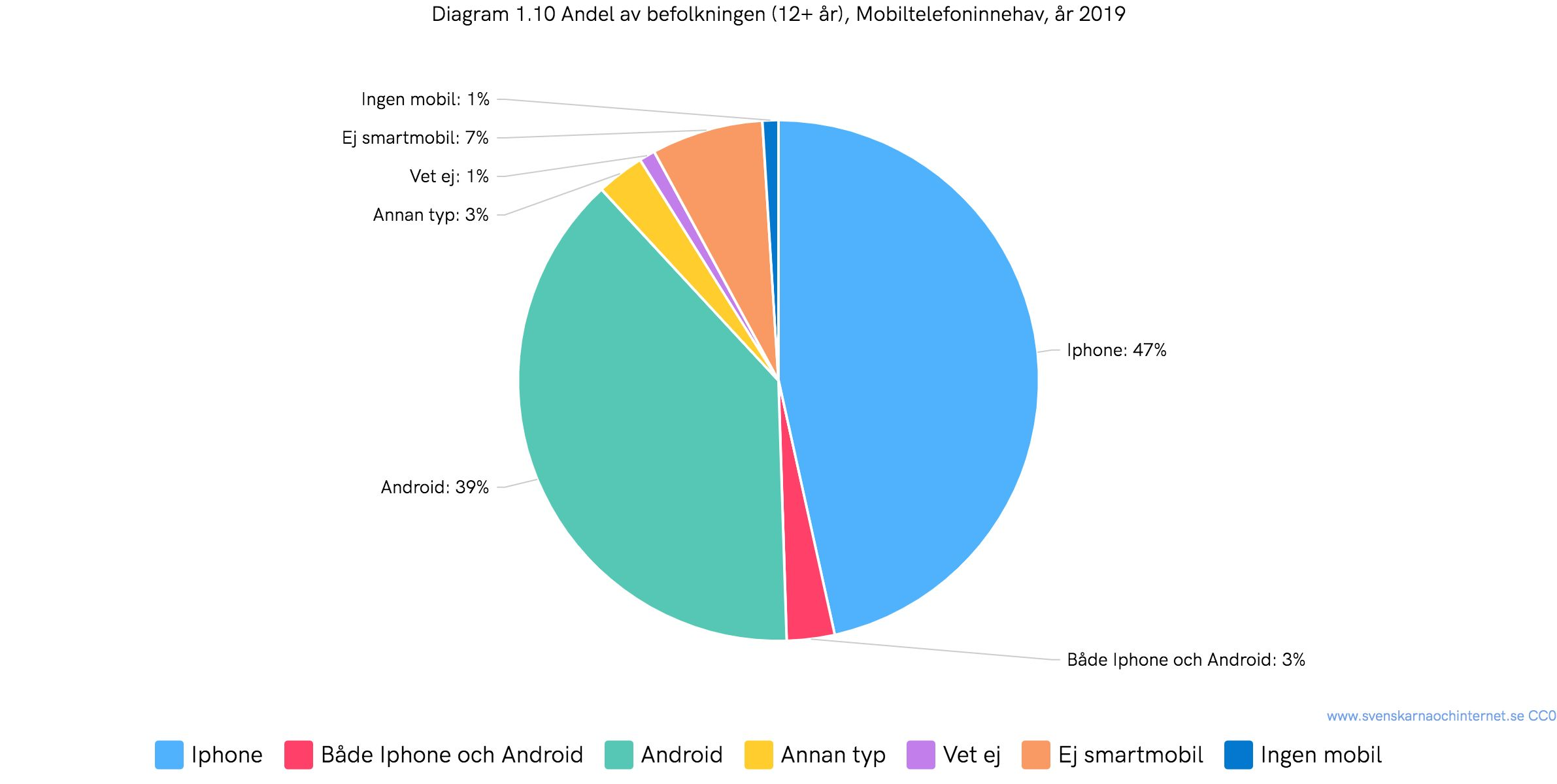
Andel av svenskarna som hade olika modell av smart mobiltelefon respektive ingen mobiltelefon 2019.

### Sverige
Smartmobilen har sedan millennieskiftet successivt ökat sina marknadsandelar. År 2011 hade 27 procent av de svenska hushållen en smart mobil, 2014 hade siffran ökat till 73 procent och 2019 hade 92 procent av de svenska hushållen smart mobil. 2017 beräknades över en tredjedel av jordens befolkning äga en smartmobil, vilket då skulle motsvara knappt 2,6 miljarder smartmobilanvändare.
År 2021 använde 93 procent av de svenska internetanvändarna en smartmobil regelbundet vilket kan jämföras med att bara 80 procent använde en dator regelbundet. Smartmobiler har alltså med åren kommit att bli den digitala enhet som används mest av i princip alla internetanvändare i Sverige.
Bland den svenska befolkningen var Iphone år 2019 den vanligaste mobilmodellen med 47 procent. På andra plats kom Android med 39 procent medan 8 procent av svenskarna inte ägde någon smartmobil. Till exempel föredrar seniorer att använda enkla mobiltelefoner, inte smartphones.

## Bildgalleri

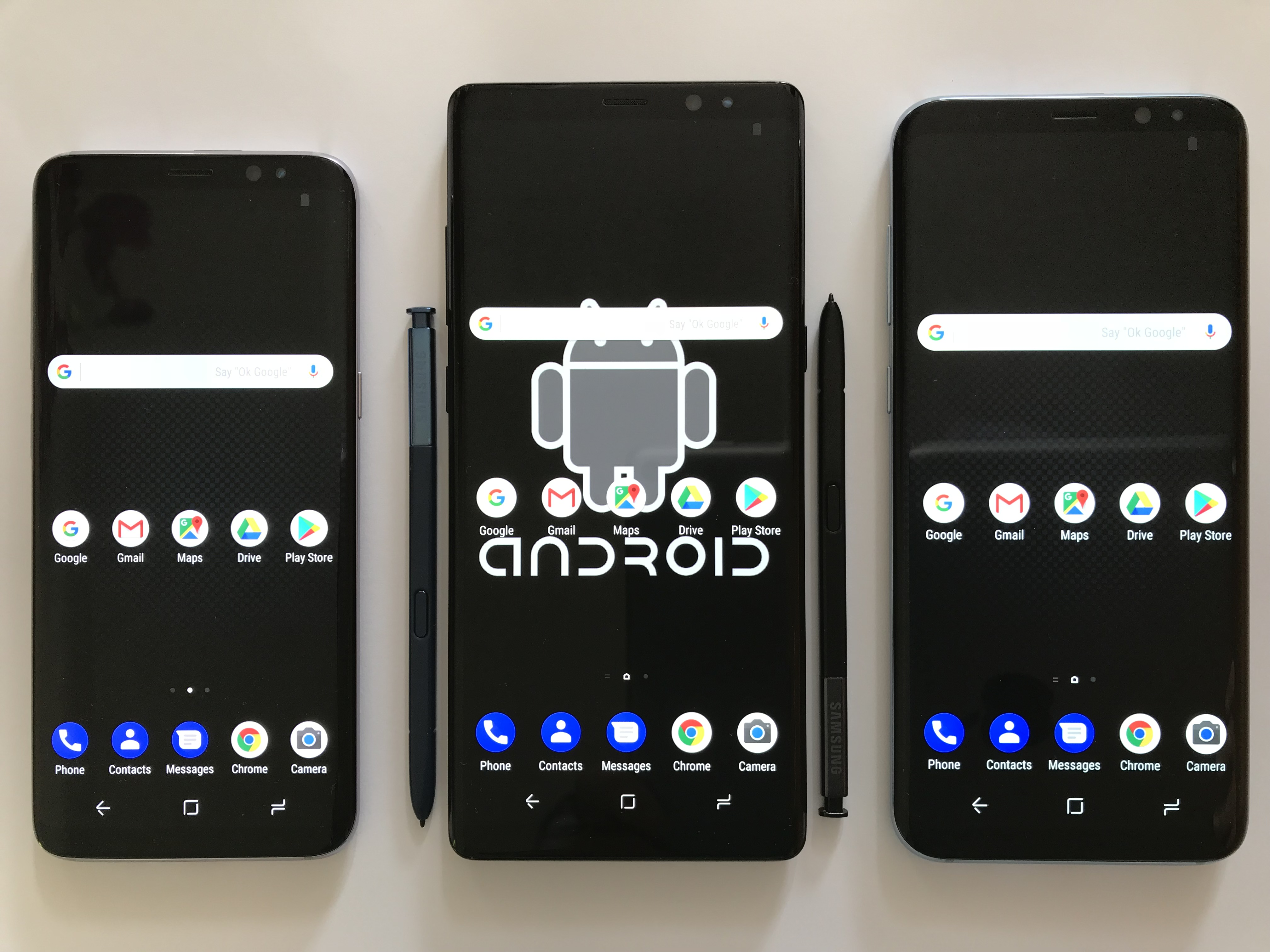
Android smartmobil
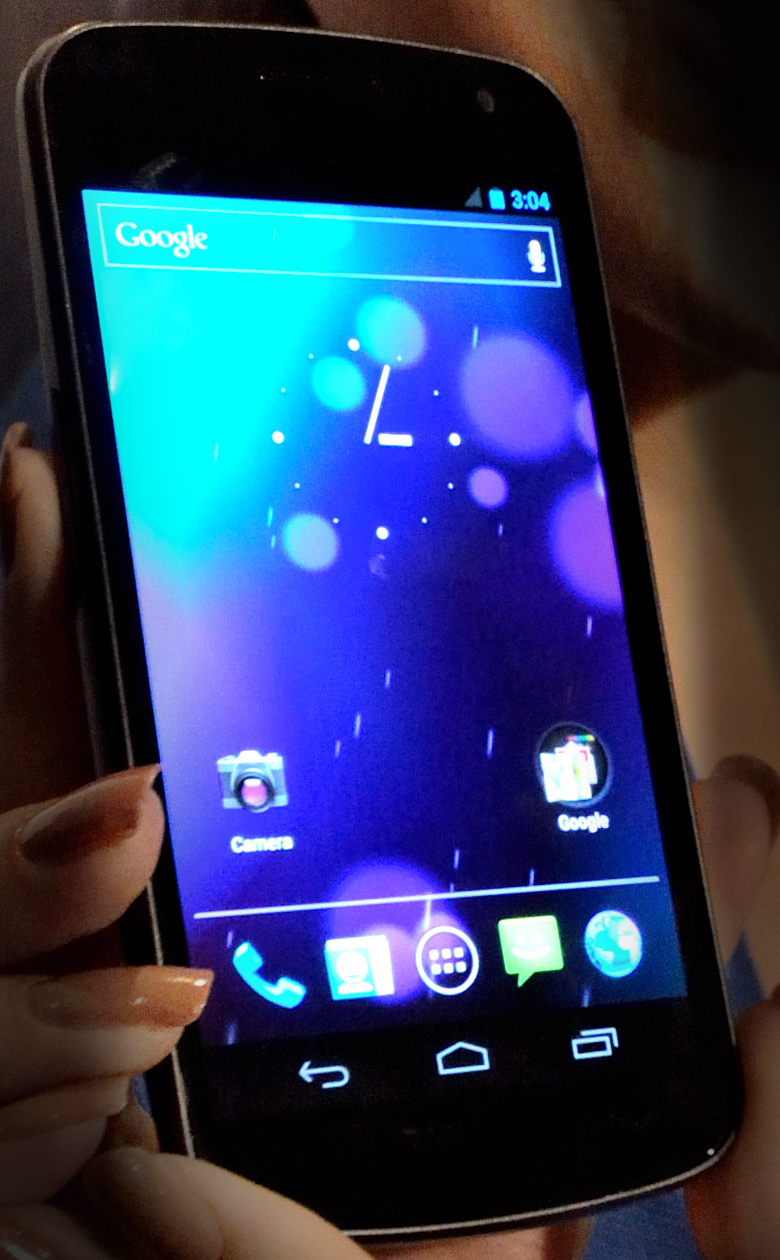
Samsung Galaxy Nexus.
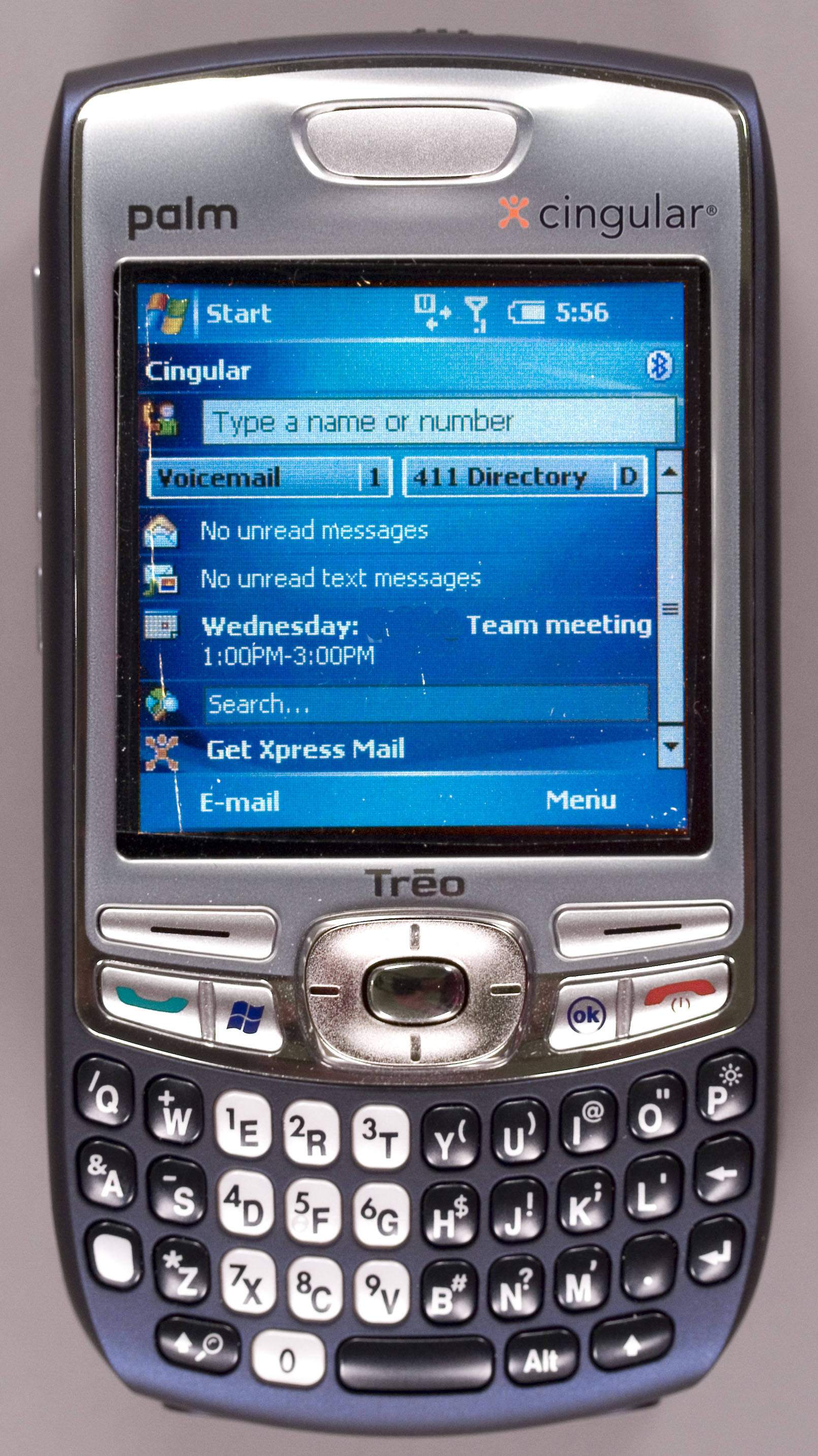
Palm Treo 750.
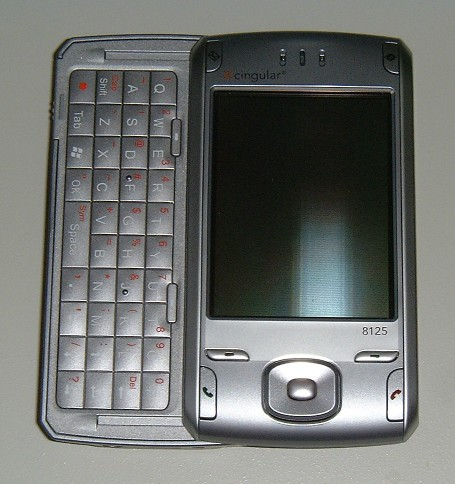
HTC Cingular 8125.
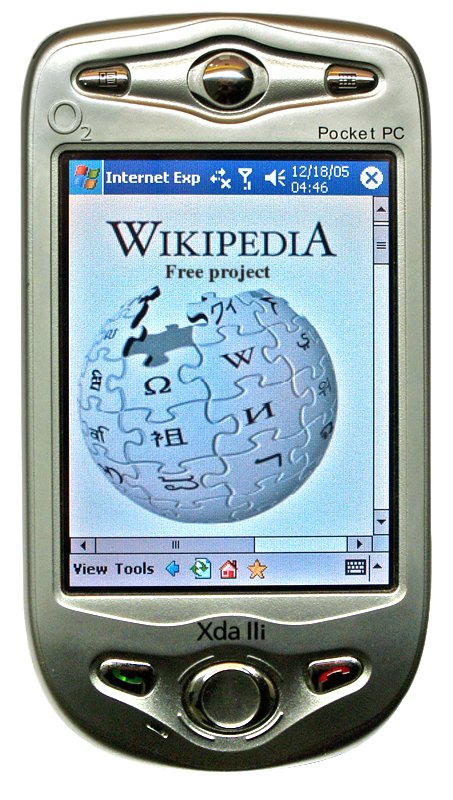
XDA IIi.
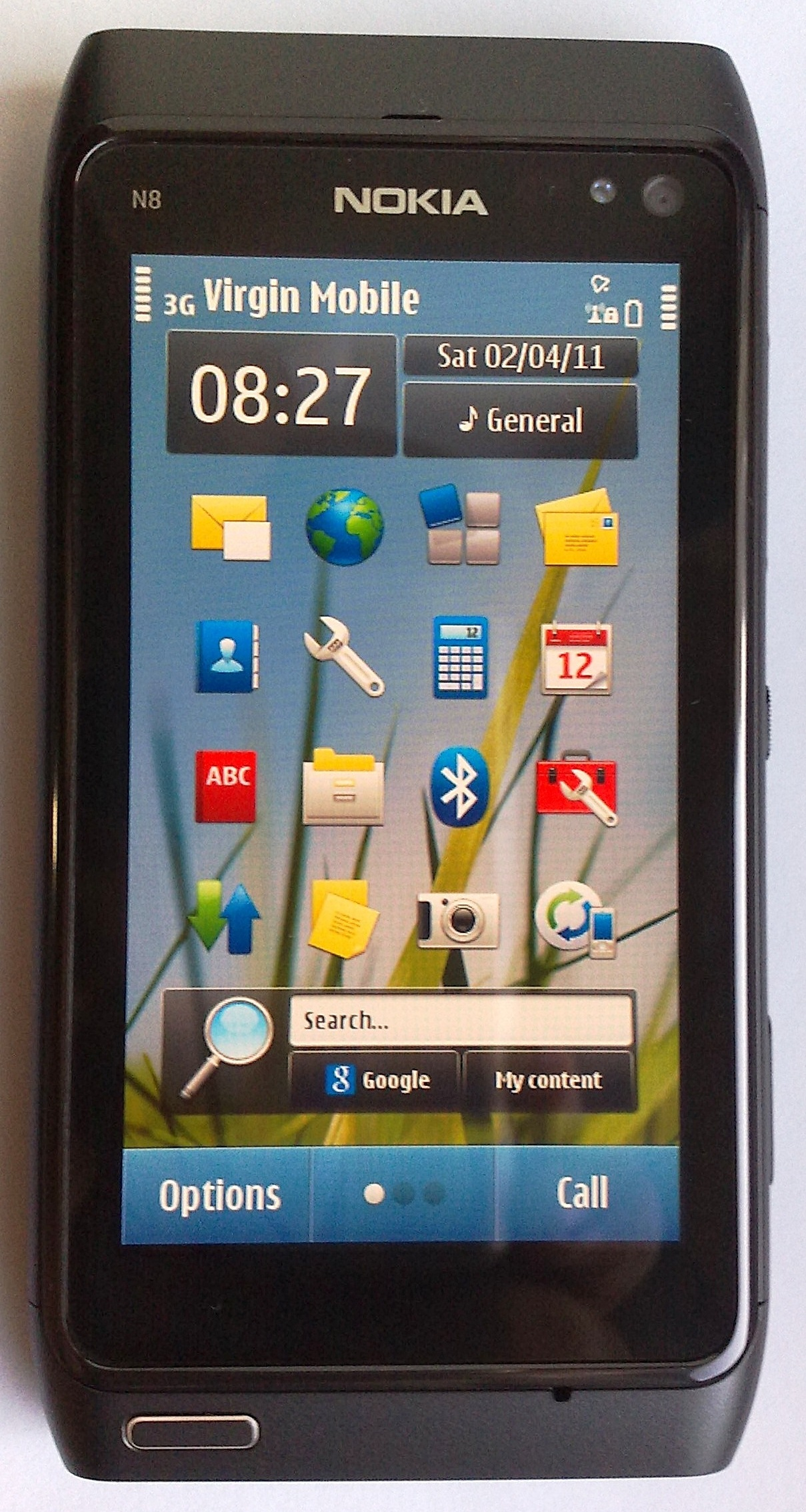
Nokia N8 med Symbian OS.